# Freunde und Förderer des Kunstforums Ostdeutsche Galerie

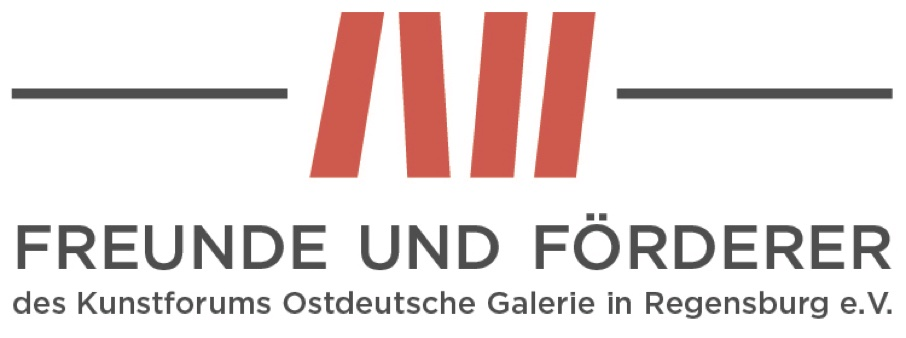

Die Freunde und Förderer des Kunstforums Ostdeutsche Galerie e. V.  sind ein gemeinnütziger und eigenständiger Verein mit dem Ziel, das Kunstforum Ostdeutsche Galerie in Regensburg nachhaltig zu unterstützen.
Den Vereinsmitgliedern werden exklusive Führungen und Veranstaltungen, Previews und Kunstreisen geboten. Fördermitglieder erhalten eine Jahresgabe. Der Vorstand besteht aus sechs ehrenamtlichen Mitgliedern.

## Geschichte
„Der Verein der Freunde und Förderer der Ostdeutschen Galerie in Regensburg wurde im September 1981 in dem Bewußtsein gegründet, daß neben die öffentliche Kulturförderung auch ein privates Förderelement treten muß, wenn ein Museum erfolgreich sein soll. … Nach seiner Zielrichtung sollte er keine wie immer landmannschaftlich ausgerichtete Einrichtung sein, sondern ein überregionaler, weltanschaulich nicht gebundener Zusammenschluß von Freunden der Kunst, speziell des Museums Ostdeutsche Galerie mit seinem besonderen Auftrag.“
Am 26. September 1981 wurde offiziell der Grafiktrakt von Karl Carstens, Schirmherr der Ostdeutschen Galerie, eröffnet. „Der Bundesinnenminister (Gerhart Baum) begrüßte besonders, daß anläßlich der Erweiterung der Galerie um den Graphik-Trakt ein Verein der Freunde und Förderer der Ostdeutschen Galerie in Regensburg gegründet wurde.“
Bundesinnenminister Gerhart Baum begrüßte es, dass „mit Wirkung vom heutigen Tag ein Verein der Freunde und Förderer der Ostdeutschen Galerie in Regensburg gegründet worden ist.“ Ministerialrat Dieter Graeven, Düsseldorf übernahm 1981 den Vorsitz, 1982 gefolgt von Notar  Wolfgang Reimann, Regensburg. Er vertrat die Auffassung, dass die Galerie eine „Brücke zwischen gestern und morgen“ bilden könne.  Von 2005 bis 2018 engagierte sich Wilhelm Weidinger als Vorsitzender im Verein, ab 2018 die promovierte Kunsthistorikerin Kirsten Remky.
Seit der Namensänderung des Museums im Jahr 2003 nennt sich der Verein entsprechend: Freunde und Förderer des Kunstforums Ostdeutsche Galerie.